# Station Tsurugaoka
 Station Tsurugaoka (鶴ヶ丘駅,  Tsurugaoka-eki) is een spoorwegstation in de wijk Abeno-ku in de Japanse stad Osaka. Het wordt aangedaan door de Hanwa-lijn. Het station heeft vier sporen, gelegen aan twee eilandperrons.

## Treindienst

### JR West
| 1,2 | ■ Hanwa-lijn | richting Tennōji en Ōsaka          |
| 3,4 | ■ Hanwa-lijn | richting Ōtori, Hineno en Wakayama |

## Geschiedenis
Het station werd in 1938 geopend als de stopplaats  Hanwa-Tsurugaoka. In 1940 veranderde de naam in  Nankai-Tsurugaoka, om in 1944 de huidige naam te krijgen. In 2004 en 2006 werd het station verbouwd.

## Stationsomgeving
- Station Nishi-Tanabe aan de Midosuji-lijn
- Nagai-park:
  - Nagaistadion
  - Kinchostadion
  - Tweede Nagaistadion
- Hoofdkantoor van Sharp
- 7-Eleven
- Kura Sushi (restaurant)